# Janina Niżnik
Janina Niżnik, z d. Kosiba (ur. 20 czerwca 1953) – polska lekkoatletka, specjalizująca się w pchnięciu kulą i rzucie dyskiem, medalistka mistrzostw Polski.

## Kariera sportowa
Była zawodniczką Wisły Kraków i Hutnika Kraków.
Na mistrzostwach Polski seniorek na otwartym stadionie zdobyła pięć medali: dwa srebrne w rzucie dyskiem (1977, 1978), srebrny w pchnięciu kulą w 1983 brązowy w pchnięciu kulą w 1982 i brązowy w rzucie dyskiem w 1983. W halowych mistrzostwach Polski seniorek zdobyła trzy brązowe medale w pchnięciu kulą: w 1981, 1982 i 1984.
Rekord życiowy w pchnięciu kulą: 15,65 (22.08.1985), w rzucie dyskiem: 56,24 (4.10.1978).